# Razbojna
Razbojna (em cirílico: Разбојна) é uma vila da Sérvia localizada no município de Brus, pertencente ao distrito de Rasina. A sua população era de 400 habitantes segundo o censo de 2011.

## Demografia
| 1948 | 1953 | 1961 | 1971 | 1981 | 1991 | 2002 | 2011 |
| ---- | ---- | ---- | ---- | ---- | ---- | ---- | ---- |
| 638  | 678  | 681  | 597  | 578  | 564  | 479  | 400  |